# Gmina Araczinowo
Gmina Araczinowo, gmina Aračinovo (mac. Општина Арачиново, alb. Komuna e Haraçinës) – gmina w północnej Macedonii Północnej.
Graniczy z gminami: Lipkowo od północy,  miastem Skopje od zachodu, Petrowec od południa oraz Kumanowo od wschodu.
Skład etniczny:
- 90,72% – Albańczycy
- 8,23% – Macedończycy
- 0,54% – Bośniacy
- 0,51% – pozostali

W skład gminy wchodzą:
- 4 wsie: Araczinowo, Gruszino, Mojanci, Orłanci.